# Monte Figogna
Monte Figogna – szczyt leżący w Apeninie Liguryjskim (Apeniny Północne), na obrzeżach Genui. Wznosi się na wysokość 804 m n.p.m. Pierwotnie mierzył 817 m, ale jego wierzchołek zniwelowano w związku z budową sanktuarium Nostra Signora della Guardia.
W czasach starożytnych góra miała znaczenie strategiczne – pełniła rolę strażnicy, z której obserwowano okręty nieprzyjacielskie oraz potencjalnych nosicieli chorób. Od straży (wł. guardia) pełnionych na górze wzięła swój tytuł Matka Boża, patronka sanktuarium, które zbudowano na jej cześć w następstwie objawień, jakich miał doznać miejscowy wieśniak, Benedetto Pareto.